# Box Spring
Box Spring est un geyser de type « fontaine » situé dans le Lower Geyser Basin dans le parc national de Yellowstone aux États-Unis.
Box Spring fait partie du Pink Cone Group dont font aussi partie Bead Geyser, Dilemma Geyser, Labial Geyser, Narcissus Geyser, Pink Geyser et Pink Cone Geyser.
Les éruptions de Box Spring durent environ 2 minutes et font entre 3,0 et 4,6 m de hauteur. L'intervalle entre deux éruptions est compris entre 10 et 90 minutes.
Comme son nom l'indique, Box Spring a été une source chaude (hot spring en français) jusqu'à ce que le tremblement de terre de Borah Peak de 1983 (en) déclenche son activité, lui permettant ainsi d'entrer en éruption. On a récemment découvert que Box Spring était actif dans les années 1870.